# Dixonius hangseesom
Dixonius hangseesom är en ödleart som beskrevs av  Bauer, Sumontha, Grossmann PAUWELS och VOGEL 2004. Dixonius hangseesom ingår i släktet Dixonius och familjen geckoödlor. Inga underarter finns listade i Catalogue of Life.